# 10740 Фаллерслебен
10740 Фаллерслебен  (10740 Fallersleben) — астероїд головного поясу, відкритий 8 вересня 1988 року.
Тіссеранів параметр щодо Юпітера — 3,375.